# قشلاق سوموکلو معیر
قشلاق سوموکلو معیر یک منطقهٔ مسکونی در ایران است که در استان اردبیل واقع شده‌است. براساس سرشماری مرکز آمار ایران در سال ۱۳۹۵، قشلاق سوموکلو معیر ۵۱ نفر جمعیت دارد.